# Donald Sutherland
Donald Sutherland (født 17. juli 1935, død 20. juni 2024) var en canadisk skuespiller. Han var far til skuespiller Kiefer Sutherland.

## Biografi
Donald Sutherland blev født i 1935 i den canadiske by Saint John beliggende i provinsen New Brunswick. Som ung rejste Sutherland i 1956 til London for at tage en skuespilleruddannelse ved London Academy of Music and Dramatic Art.
Hans filmdebut var i den italienske skrækfilm Il Castello dei Morti Vivi fra 1964. Donald Sutherland var i sine senere år blandt andet kendt for sin rolle som Coriolanus Snow i Hunger Games.
Under Vietnamkrigen var han stærkt politisk engageret; som nær ven til Jane Fonda var han en af de ledende kræfter indenfor hendes antikrigsbevægelse.
Donald Sutherland døde i en alder af 88 år 20. juni 2024.

## Filmografi

### Film
| År   | Titel                                              | Rolle                                    | Noter                                | Ref.  |
| ---- | -------------------------------------------------- | ---------------------------------------- | ------------------------------------ | ----- |
| 1963 | The World Ten Times Over                           | Tall man in nightclub                    | Uncredited                           |       |
| 1964 | Castle of the Living Dead                          | Sgt. Paul / The witch / The old man      |                                      |       |
| 1965 | Fanatic                                            | Joseph                                   |                                      |       |
| 1965 | Dr. Terror's House of Horrors                      | Dr. Bob Carroll                          | Segment: "Vampire"                   |       |
| 1965 | The Bedford Incident                               | Hospitalman Nerney – Sick Bay            |                                      |       |
| 1966 | Promise Her Anything                               | Autograph-seeking Father                 | Uncredited                           |       |
| 1967 | Billion Dollar Brain                               | Scientist at computer                    |                                      |       |
| 1967 | The Dirty Dozen                                    | Vernon L. Pinkley                        |                                      |       |
| 1967 | The Shuttered Room                                 | Zebulon                                  | Voice                                |       |
| 1968 | Sebastian                                          | Ackerman                                 |                                      |       |
| 1968 | Joanna                                             | Lord Peter Sanderson                     |                                      |       |
| 1968 | The Split                                          | Dave Negli                               |                                      |       |
| 1968 | Interlude                                          | Lawrence                                 |                                      |       |
| 1968 | Oedipus the King                                   | Chorus Leader                            |                                      |       |
| 1970 | M*A*S*H                                            | Capt. Benjamin Franklin "Hawkeye" Pierce |                                      |       |
| 1970 | Start the Revolution Without Me                    | Charles / Pierre                         |                                      |       |
| 1970 | Kelly's Heroes                                     | Sergeant "Oddball"                       |                                      |       |
| 1970 | The Act of the Heart                               | Father Michael Ferrier                   |                                      |       |
| 1970 | Alex in Wonderland                                 | Alex Morrison                            |                                      |       |
| 1971 | Little Murders                                     | Rev. Dupas                               |                                      |       |
| 1971 | Johnny Got His Gun                                 | Christ                                   |                                      |       |
| 1971 | Klute                                              | John Klute                               |                                      |       |
| 1972 | F.T.A.                                             | Himself                                  | Documentary, also producer           |       |
| 1973 | Steelyard Blues                                    | Jesse Veldini                            | Also executive producer              |       |
| 1973 | Lady Ice                                           | Andy Hammon                              |                                      |       |
| 1973 | Don't Look Now                                     | John Baxter                              |                                      |       |
| 1974 | Alien Thunder                                      | Sergeant Dan Candy                       | also known as Dan Candy's Law        |       |
| 1974 | S*P*Y*S                                            | Bruland                                  |                                      |       |
| 1975 | The Day of the Locust                              | Homer Simpson                            |                                      |       |
| 1975 | End of the Game                                    | Corpse of Lt. Robert Schmied             |                                      |       |
| 1976 | 1900                                               | Attila Mellanchini                       |                                      |       |
| 1976 | Fellini's Casanova                                 | Giacomo Casanova                         |                                      |       |
| 1976 | The Eagle Has Landed                               | Liam Devlin                              |                                      |       |
| 1977 | The Kentucky Fried Movie                           | The Clumsy Waiter                        | Segment: "That's Armageddon"         |       |
| 1977 | The Disappearance                                  | Jay Mallory                              |                                      |       |
| 1978 | Bethune                                            | Dr. Norman Bethune                       | TV movie                             | [ 5 ] |
| 1978 | Blood Relatives                                    | Steve Carella                            |                                      |       |
| 1978 | Animal House                                       | Professor Dave Jennings                  |                                      |       |
| 1978 | Invasion of the Body Snatchers                     | Matthew Bennell                          |                                      |       |
| 1978 | The First Great Train Robbery                      | Agar                                     |                                      |       |
| 1979 | Murder by Decree                                   | Robert Lees                              |                                      |       |
| 1979 | A Man, a Woman and a Bank                          | Reese Halperin                           |                                      |       |
| 1979 | Bear Island                                        | Frank Lansing                            |                                      |       |
| 1980 | North China Factory                                | Fortæller                                | Dokumentar                           |       |
| 1980 | Ordinary People                                    | Calvin Jarrett                           |                                      |       |
| 1980 | Nothing Personal                                   | Roger Keller                             |                                      |       |
| 1981 | Threshold                                          | Dr. Thomas Vrain                         |                                      |       |
| 1981 | Gas                                                | Nick the Noz                             |                                      |       |
| 1981 | Eye of the Needle                                  | Henry Faber                              |                                      |       |
| 1983 | Max Dugan Returns                                  | Officer Brian Costello                   |                                      |       |
| 1984 | Ordeal by Innocence                                | Dr. Arthur Calgary                       |                                      |       |
| 1984 | Crackers                                           | Weslake                                  |                                      |       |
| 1985 | Revolution                                         | Sergeant Major Peasy                     |                                      |       |
| 1985 | Heaven Help Us                                     | Brother Thadeus                          |                                      |       |
| 1986 | The Wolf at the Door                               | Paul Gauguin                             |                                      |       |
| 1987 | The Trouble with Spies                             | Appleton Porter                          |                                      |       |
| 1987 | The Rosary Murders                                 | Father Robert Koesler                    |                                      |       |
| 1988 | Apprentice to Murder                               | John Reese                               |                                      |       |
| 1989 | Lost Angels                                        | Doctor Charles Loftis                    |                                      |       |
| 1989 | A Dry White Season                                 | Ben du Toit                              |                                      |       |
| 1989 | Lock Up                                            | Warden Drumgoole                         |                                      |       |
| 1990 | Buster's Bedroom                                   | O'Connor                                 |                                      |       |
| 1990 | Bethune: The Making of a Hero                      | Dr. Norman Bethune                       |                                      |       |
| 1991 | Scream of Stone                                    | Ivan                                     |                                      |       |
| 1991 | JFK                                                | X                                        |                                      |       |
| 1991 | Eminent Domain                                     | Josef Borski                             |                                      |       |
| 1991 | Backdraft                                          | Ronald Bartel                            |                                      |       |
| 1992 | The Poky Little Puppy's First Christmas            | Narrator                                 |                                      |       |
| 1992 | The Railway Station Man                            | Roger Hawthorne                          |                                      |       |
| 1992 | Buffy the Vampire Slayer                           | Merrick Jamison-Smythe                   |                                      |       |
| 1992 | The Setting Sun                                    | John Williams                            |                                      |       |
| 1993 | Younger and Younger                                | Jonathan Younger                         |                                      |       |
| 1993 | Six Degrees of Separation                          | Flan Kittredge                           |                                      |       |
| 1993 | Red Hot                                            | Kirov                                    |                                      |       |
| 1993 | Shadow of the Wolf                                 | Henderson                                |                                      |       |
| 1993 | Benefit of the Doubt                               | Frank                                    |                                      |       |
| 1994 | The Puppet Masters                                 | Andrew Nivens                            |                                      |       |
| 1994 | Punch                                              | Craman                                   |                                      |       |
| 1994 | Disclosure                                         | Bob Garvin                               |                                      |       |
| 1995 | Outbreak                                           | Major General Donald McClintock          |                                      |       |
| 1996 | Hollow Point                                       | Garrett Lawton                           |                                      |       |
| 1996 | A Time to Kill                                     | Lucien Wilbanks                          |                                      |       |
| 1997 | The Assignment                                     | Jack Shaw                                |                                      |       |
| 1997 | Shadow Conspiracy                                  | Jacob Conrad                             |                                      |       |
| 1998 | Free Money                                         | Judge Rolf Rausenberger                  |                                      |       |
| 1998 | Fallen                                             | Lieutenant Stanton                       |                                      |       |
| 1998 | Without Limits                                     | Bill Bowerman                            |                                      |       |
| 1999 | Virus                                              | Captain Robert Everton                   |                                      |       |
| 1999 | Instinct                                           | Doctor Ben Hillard                       |                                      |       |
| 2000 | Panic                                              | Michael                                  |                                      |       |
| 2000 | Space Cowboys                                      | Captain Jerry O'Neill                    |                                      |       |
| 2000 | The Art of War                                     | UN Secretary-General Douglas Thomas      |                                      |       |
| 2000 | Threads of Hope                                    | Narrator                                 | Documentary                          |       |
| 2001 | Final Fantasy: The Spirits Within                  | Dr. Sid                                  | Voice                                |       |
| 2001 | Big Shot's Funeral                                 | Rob Tyler                                |                                      |       |
| 2002 | Fellini: I'm a Born Liar                           | Himself / Giacomo Casanova               | Dokumentar                           |       |
| 2003 | The Italian Job                                    | John Bridger                             |                                      |       |
| 2003 | Five Moons Square                                  | Rosario Sarracino                        |                                      |       |
| 2003 | Baltic Storm                                       | Lou Aldryn                               |                                      |       |
| 2003 | Cold Mountain                                      | Reverend Monroe                          |                                      |       |
| 2005 | Aurora Borealis                                    | Ronald                                   |                                      |       |
| 2005 | Fierce People                                      | Ogden C. Osbourne                        |                                      |       |
| 2005 | Pride & Prejudice                                  | Mr. Bennet                               |                                      |       |
| 2005 | American Gun                                       | Carl Wilk                                |                                      |       |
| 2005 | Lord of War                                        | Colonel Oliver Southern                  | Stemme                               |       |
| 2005 | Sir! No Sir!                                       | Sig selv                                 | Dokumentar                           |       |
| 2005 | An American Haunting                               | John Bell                                |                                      |       |
| 2006 | Ask the Dust                                       | Hellfrick                                |                                      |       |
| 2006 | Beerfest                                           | Johann von Wolfhaus                      | Uncredited                           |       |
| 2006 | Land of the Blind                                  | Thorne                                   |                                      |       |
| 2007 | Reign Over Me                                      | Judge Raines                             |                                      |       |
| 2007 | Puffball                                           | Lars                                     |                                      |       |
| 2007 | Days of Darkness                                   | Himself                                  |                                      |       |
| 2007 | Dinosaurs: Giants of Patagonia                     | Narrator                                 |                                      |       |
| 2007 | Trumbo                                             | Himself                                  | Documentary                          |       |
| 2008 | Fool's Gold                                        | Nigel Honeycutt                          |                                      |       |
| 2009 | Astro Boy                                          | President Stone                          | Voice                                |       |
| 2010 | The Con Artist                                     | John Kranski                             |                                      |       |
| 2011 | The Mechanic                                       | Harry McKenna                            |                                      |       |
| 2011 | The Eagle                                          | Aquila                                   |                                      |       |
| 2011 | Horrible Bosses                                    | Jack Pellitt                             |                                      |       |
| 2011 | Man on the Train                                   | The Professor                            |                                      |       |
| 2011 | Jock the Hero Dog                                  | Narrator / Sir Percy Fitzpatrick         | Voice                                |       |
| 2012 | The Hunger Games                                   | President Coriolanus Snow                |                                      |       |
| 2012 | Dawn Rider                                         | Cochrane                                 |                                      |       |
| 2012 | Assassin's Bullet                                  | Ambassador Ashdown                       |                                      |       |
| 2012 | Out of the Shadows                                 | Narrator                                 | Documentary                          |       |
| 2013 | The Best Offer                                     | Billy Whistler                           |                                      |       |
| 2013 | The Hunger Games: Catching Fire                    | President Coriolanus Snow                |                                      |       |
| 2013 | Jappeloup                                          | John Lester                              |                                      |       |
| 2014 | The Calling                                        | Father Price                             |                                      |       |
| 2014 | The Hunger Games: Mockingjay – Part 1              | President Coriolanus Snow                |                                      |       |
| 2015 | Forsaken                                           | Rev. Clayton                             |                                      |       |
| 2015 | The Hunger Games: Mockingjay – Part 2              | President Coriolanus Snow                |                                      |       |
| 2016 | Milton's Secret                                    | Grandpa Howard                           |                                      |       |
| 2017 | The Leisure Seeker                                 | John Spencer                             |                                      |       |
| 2017 | Basmati Blues                                      | Gurgon                                   |                                      |       |
| 2018 | Measure of a Man                                   | Dr. Kahn                                 |                                      |       |
| 2019 | American Hangman                                   | Judge Straight                           |                                      |       |
| 2019 | Backdraft 2                                        | Ronald Bartel                            | Direct-to-DVD                        |       |
| 2019 | Ad Astra                                           | Colonel Thomas Pruitt                    |                                      |       |
| 2019 | The Burnt Orange Heresy                            | Jerome Debney                            |                                      |       |
| 2020 | Alone                                              | Edward                                   |                                      |       |
| 2022 | Moonfall                                           | Holdenfield                              |                                      |       |
| 2022 | Mr. Harrigan's Phone                               | Mr. Harrigan                             |                                      |       |
| 2023 | Miranda's Victim                                   | Judge Wren                               |                                      |       |
| 2023 | Ozi: Voice of the Forest                           | Albino Crocodile (stemme)                |                                      |       |
| 2023 | The Hunger Games: The Ballad of Songbirds & Snakes | President Coriolanus Snow                | Kun stemme (arkivoptagelse)          |       |
| TBA  | Heart Land                                         | Rick                                     | Posthum udgivelse (sidste filmrolle) |       |

### Tv
| År        | Titel                                     | Rolle                       | Noter                                        | Ref. |
| --------- | ----------------------------------------- | --------------------------- | -------------------------------------------- | ---- |
| 1962      | Studio 4                                  | Switchboard Operator        | Episode: "Flight Into Danger"                |      |
| 1962      | Man of the World                          | Unhelpful Neighbour         | Episode: "Portrait of a Girl"; uncredited    |      |
| 1963      | The Odd Man                               | Mitch Scott                 | Episode: "A Pattern of Little Silver Devils" |      |
| 1963      | The Sentimental Agent                     | Hotel Clerk                 | Episode: "A Very Desirable Plot"             |      |
| 1964      | Hamlet at Elsinore                        | Prince Fortinbras           | Tv-film                                      |      |
| 1965      | The Sullavan Brothers                     | Jonathan Vickers            | 1 episode                                    |      |
| 1965–1966 | The Saint                                 | John Wood / Jim McCleery    | 2 episoder                                   |      |
| 1966      | A Farewell to Arms                        | Sim                         | 2 episoder                                   |      |
| 1966      | Court Martial                             | Cpl. Brown                  | Episode: "All Is a Dream to Me"              |      |
| 1966      | Theatre 625                               | Union Captain / Priest      | 2 episodes                                   |      |
| 1966      | Gideon's Way                              | Phillip Guest               | Episode: "The Millionaires' Daughter"        |      |
| 1967      | The Avengers                              | Jessel                      | Episode: "The Superlative Seven"             |      |
| 1967–1968 | Man in a Suitcase                         | Earle / Willard             | 2 episodes                                   |      |
| 1968      | The Sunshine Patriot                      | Benedeck                    | Television film                              |      |
| 1969      | The Champions                             | David Crayley               | Episode: "Shadow of the Panther"             |      |
| 1969      | The Name of the Game                      | Jerry Trevor                | Episode: "The Suntan Mob"                    |      |
| 1977      | Bethune                                   | Dr. Norman Bethune          | Television film                              |      |
| 1983      | The Winter of Our Discontent              | Ethan Allen Hawley          | Television film                              |      |
| 1992      | Quicksand: No Escape                      | Murdoch                     | Television film                              |      |
| 1994      | Oldest Living Confederate Widow Tells All | Captain William Marsden     | Television film                              |      |
| 1994      | The Lifeforce Experiment                  | Dr. 'MAC' MacLean           | Television film                              |      |
| 1995      | Citizen X                                 | Colonel Mikhail Fetisov     | Television film                              |      |
| 1996      | The Simpsons                              | Hollis Hurlbut              | Voice Episode: "Lisa the Iconoclast"         |      |
| 1996      | Natural Enemy                             | Ted Robards                 | Television film                              |      |
| 1999      | Behind the Mask                           | Dr. Bob Shushan             | Television film                              |      |
| 1999      | The Hunley                                | Gen. Pierre G.T. Beauregard | Television film                              |      |
| 2001      | The Big Heist                             | Jimmy Burke                 | Television film                              |      |
| 2001      | Uprising                                  | Adam Czerniaków             | Television film                              |      |
| 2001      | Queen Victoria's Empire                   | Narrator                    | 4 episode3                                   |      |
| 2002      | Path to War                               | Clark Clifford              | Tv-fiml                                      |      |
| 2004      | Salem's Lot                               | Richard Straker             | 2 episoder                                   |      |
| 2004      | Frankenstein                              | Captain Walton              | 2 episodes                                   |      |
| 2005–2006 | Commander in Chief                        | Nathan Templeton            | 19 episoder                                  |      |
| 2005      | Human Trafficking                         | Agent Bill Meehan           | 4 episoder                                   |      |
| 2007–2009 | Dirty Sexy Money                          | Patrick "Tripp" Darling III | 23 episoder                                  |      |
| 2009      | The Eastmans                              | Dr. Charles Eastman         | Unsold pilot                                 |      |
| 2010      | The Pillars of the Earth                  | Earl Bartholomew            | 4 episodes                                   |      |
| 2011      | Moby Dick                                 | Father Mapple               | 2 episodes                                   |      |
| 2012      | Treasure Island                           | Captain Flint               | Episode #1.1                                 |      |
| 2013–2015 | Crossing Lines                            | Michel Dorn                 | 34 episodes                                  |      |
| 2015      | Pirate's Passage                          | Captain Charles Johnson     | Voice Television film                        |      |
| 2016–2017 | Ice                                       | Pieter Van De Bruin         | Eight episodes                               |      |
| 2018      | Trust                                     | J. Paul Getty               | 10 episoder                                  |      |
| 2020      | The Undoing                               | Franklin Renner             | 6 episoder                                   |      |
| 2022      | Swimming with Sharks                      | Redmond                     | 6 episoder                                   |      |
| 2023      | Lawmen: Bass Reeves                       | Judge Isaac C. Parker       | Hovedrolle                                   |      |